# Anna Świrszczyńska
Anna Świrszczyńska, även känd som Anna Swir, född 7 februari 1909 i Warszawa, död 30 september 1984 i Kraków, var en polsk poet, dramatiker och prosaist, som förutom litteratur för vuxna skrev många barn- och ungdomsböcker. Mest känd är hon som pionjär för poesi om kvinnliga erfarenheter.

## Biografi
Świrszczyńskas far var målare och skulptör. Framför allt gjorde han många målningar med motiv ur polsk historia, vilket grundlade ett stort historieintresse hos dottern. Hon hade själv tänkt att söka in till konsthögskolan, men på grund av familjens svåra ekonomiska situation studerade hon istället litteratur och det polska språket. Under studierna blev hon fascinerad av äldre polsk litteratur vilket ledde till att hon tog in element av 1600-talspolska i sitt eget poetiska språk. Hon debuterade som poet 1930, men räknade 1934 som sitt verkliga debutår, i båda fallen rörde det sig om dikter i tidskrifter. 1936 utkom hennes första diktsamling, Wiersze i proza ('Dikter och prosa').Vid denna tid började hon även skriva för barn. Hon blev redaktör för det polska lärarförbundets barntidning och skrev bidrag till denna och andra barntidningar.
Under andra världskriget och den nazityska ockupationen kunde Świrszczyńska inte längre försörja sig som skribent. Hon arbetade då bland annat som expedit och vårdbiträde, samtidigt som hon publicerade prosa, poesi och dramatik i underjordiskt utgivna böcker och tidskrifter. Hon deltog i Warszawaupproret 1944 som sjukvårdare. De svåra erfarenheterna från kriget skulle spela stor roll i hennes senare diktning.
Efter kriget flyttade Anna Świrszczyńska till Kraków, där hon sedan bodde under resten av sitt liv. Hon började åter skriva i tidningar och tidskrifter, skrev radiopjäser och manus till tecknade filmer och arbetade som dramaturg på en barnteater. Från 1951 levde hon enbart som författare och fri skribent. Nästa diktsamling, Liryki zebrane ('Samlad lyrik'), kom inte förrän 1958. Där ingick bland annat dikter från krigsåren. Därefter utgav hon ytterligare sex diktsamlingar och några urvalsvolymer.
Anna Świrszczyńska belönades för sina barnböcker med polska premiärministerns pris (1973). Hon tilldelades också Riddarkorset och senare Officerskorset av orden Polonia Restituta, samt Nationella utbildningskommissionens minnesmedalj.

## Litterära verk
I  Świrszczyńskas tidiga dikter syns spår av en barndom tillbringad i fadern historiemålarens ateljé. Ofta liknar de en bild eller tavla målad med ord, ibland med undertitlar som ”Fresk”, ”Gobeläng”, ”Barockgobeläng”. Stilisering till gammaldags polska är också vanlig.
I diktsamlingen Czarne słowa ('Svarta ord', 1967) finns en fascination för det exotiska och ”primitiva”. Poeten söker här efter något ursprungligt och autentiskt i afrikansk traditionell kultur med dess masker och sånger. Här finns dessutom början till den skildring av kvinnligheten som hon senare skulle utveckla i diktsamlingen Jestem baba. ('Jag är en kärring', 1972).
Ett viktigt drag i Świrszczyńskas poesi är hennes intresse för det kvinnliga, för kvinnlig psykologi och olika aspekter av kvinnokroppen. I Jestem baba skriver hon ingående och kompromisslöst, med nästan exhibitionistisk ärlighet, om ett kvinnligt sätt att se och uppfatta världen. Dikterna handlar om sensualitet och om kvinnokroppens biologi i olika stadier av livet, om förlossningar och längtan efter en man. Hon var pionjär inom polsk poesi för att uttrycka detta slags kvinnliga erfarenheter.
Upplevelserna under andra världskriget hade en omvälvande inverkan på Świrszczyńska och många andra poeter i samma generation. Krigets brutalitet tycktes kräva ett nytt poetiskt språk. För Świrszczyńska ledde det bland annat till en mer personlig och känslofylld poesi. Hon kämpade länge med att hitta ett riktigt uttryck för erfarenheterna under Warszawaupproret, då hon som sjukvårdare kom i närkontakt med krigets grymhet. Trettio år efter upproret, 1974, gav hon ut diktsamlingen Budowałam barykadę ('Jag byggde barrikad'). I dessa dikter finns inga konstfulla poetiska metaforer, deras form är lakonisk och sträng, och de skildrar inte i första hand de stridandes hjältemod utan ett vardagsliv fyllt av hunger, skräck, lidande och död. Boken möttes dock av en del negativ kritik när den utkom, eftersom många läsare uppfattade den stränga formen och frånvaron av hjälteskildringar som brist på patriotism.
De två epokgörande diktsamlingarna Jestem baba och Budowałam barykadę kan uppfattas som varandras motsatser, den ena handlar om kriget och den andra om den privata erfarenheten av att vara kvinna. Litteraturforskaren Małgorzata Baranowska menar dock att de snarare är beroende av varandra. Utan krigsupplevelsernas chock skulle poeten kanske inte ha börjat söka ett nytt uttryck för känslor eller kropp, och utan sin syn på kvinnligheten skulle hon inte ha skildrat Warszawaupproret på det sätt hon gjorde.
I många dikter finns en grotesk, skräckfylld humor där gamla välkända allegorier bearbetas och förvrängs. Karakteristiskt för Świrszczyńska var också att hon ständigt omarbetade sina dikter: kortade av dem, ändrade strofindelningen, lade till undertitlar eller skrev om. Det kan alltså vara stora skillnader mellan en dikt i ursprungsutgåvan och en senare samlingsvolym.
Świrszczyńskas barnböcker var av en annan typ, de hade ofta ett pedagogiskt syfte och kunde t.ex. innehålla texter till helger och nationella högtider, skildra polsk historia eller historiska legender.
Anna Świrszczyńska var också dramatiker och skrev fram till 1970-talets början minst ett fyrtiotal teater- och radiopjäser för både barn och vuxna. I hennes senare poesi finns ett teatralt drag kvar i och med att hon gärna uttrycker sig i rolldikter. I de många kvinnodikterna finns till exempel dottern, modern, den hatiska kvinnan, den gamla styvmodern, och så vidare.
Nobelpristagaren Czesław Miłosz lärde känna Świrszczyńska i Warszawa under den tyska ockupationen och var alltsedan dess en stor beundrare av hennes poesi. Han skrev bland annat en bok om henne , har översatt hennes dikter till engelska och gjort urval av hennes dikter till samlingsvolymer på engelska och polska.

## Översättningar

### Till svenska
En samling med Anna Świrszczyńskas dikter finns på svenska:
- Lidandet och glädjen, dikter i urval och översättning av Irena Grönberg och Lisa Mendoza Åsberg, (Stockholm: Lejd, 2014). ISBN 9789185725298.

Tretton dikter av Świrszczyńska (i översättning av Lisa Mendoza-Åsberg) finns med i:
- Jag i första och sista person: 20 polska kvinnliga poeter, red Irena Grönberg och Stefan Ingvarsson (Stockholm: Tranan, 2008). ISBN 9789185133864.

Ett antal av hennes dikter har även publicerats i tidskrifter. 

### Till andra språk
Flera samlingar av Świrszczyńskas poesi har kommit ut på engelska och ryska.